# Perigordiense
La cultura Perigordiense marca el inicio del Paleolítico Superior. Se divide en tres fases: la primera fase (o inicial) llamada Châtelperroniense; la segunda fase o evolucionada, llamada Gravetiense; y la tercera fase o Perigordiense Superior. Tuvo su origen en la cultura Musteriense de finales del Paleolítico Medio.
Se desarrolló principalmente en Francia y la mitad norte de España y en su fase final también en Bélgica y la zona cantábrica española.
Del Perigordiense superior derivó una cultura intermedia llamada Protomagdaleniense

## Perigordiense inicial oChâtelperroniense
El Perigordiense inicial o Châtelperroniense tiene una industria de transición entre el Musteriense y el Paleolítico Superior. Se desarrolló entre el 36.000 y el 32.000 antes del presente, aproximadamente, al final de una fase climática cálida. El nombre de este período procede del yacimiento epónimo de la Grotte des Fées Chatelperron (Francia).
Se subdivide en:
- Châtelperroniense arcaico, con características del Paleolítico Medio.
- Châtelperroniense inicial o típico.
- Châtelperroniense evolucionado, tiene una fuerte influencia del Paleolítico Superior.
- Châtelperroniense regresivo, en el que las industrias presentan una alta degradación.

Características generales:
- El tipo humano característico es el Neandertal
- Se trata de un período frío dominado por especies como el rinoceronte lanudo y el reno.
- Amplia extensión de pino y encinas. El deterioro climático provoca la sustitución de la masa forestal por una cubierta vegetal y arbustiva.

- El arte mueble aparece por primera vez, con series rítmicas de incisiones, ya sean sobre piedra o sobre hueso.
- Los lugares de habitación se limitan a toscas cabañas, como las de planta circular construidas a base de defensas de mamut.

Industria lítica:
- El fósil director es el cuchillo de Châtelperron con dorso curvado.
- Raspadores terminales que predominan sobre los laterales.
- Desarrollo de los buriles.
- La talla se hizo más laminar.
- También existen hojas truncadas.
- El dorso de los cuchillos muestra tendencia a hacerse rectilíneo.

## Perigordiense evolucionado o Gravetiense
El Perigordiense evolucionado o Gravetiense se desarrolló durante una fase climática fría, donde predominaban los renos y los mamuts. Abarca la península ibérica, Francia, Bélgica, Italia, Europa central, Ucrania y parte de Rusia.
Hay una gran unidad cultural en la industria lítica, en las estructuras de habitación, y en las esculturas femeninas, llamadas venus, que evocan a representaciones femeninas, con un tamaño medio de unos 10 cm. Su silueta presenta una exageración de los atributos femeninos.
El utillaje óseo es menos abundante que en el auriñaciense, aunque aparecen los primeros objetos de hueso decorados. También aparece la cocción de arcilla.
Las estructuras de habitación son numerosas y a menudo de gran complejidad, en fosas circulares u ovales, excavadas en suelo helado, delimitadas por huesos de mamuts.
Esta fase, desarrollada hacia el 30000 a. C., se caracteriza por la abundancia de buriles, incluso asociados a raspadores, perforadores, o a hojas truncadas. En cambio hay menos raspadores y en general son planos. Un útil característico es la llamada punta de La Gravette, de dorso rectilíneo. Aparecen también hojas de dorso rebajado y puntas de azagaya óseas.

## Perigordiense Superior
El Perigordiense Superior se caracteriza por las puntas de La Font Robert, pedunculadas, y los buriles diminutos de Noailles. En su fase final existen muchas hojas truncadas y bitruncadas. Se encuentran estatuillas de animales de forma tosca, primeras manifestaciones artísticas del hombre, y estatuillas femeninas que representan mujeres obesas, que se ha pretendido frecuentemente asociar a ritos de fertilidad.
Las pinturas se iniciaron en esta época, al principio con representaciones de manos, en negativo (rodeadas de color) o en positivo, y series de puntos; y más tarde series de animales, al principio muy toscos, estilizándose más adelante, y haciéndose polícromas, existiendo este tipo de arte también durante el Magdaleniense, que siguió a este periodo. Los animales se representaban de perfil, aunque los cuernos, las orejas y las pezuñas se representaban de frente o de tres cuartos.